# Rafael Ramazotti de Quadros
Rafael Ramazotti de Quadros (sinh ngày 9 tháng 8 năm 1988) là một cầu thủ bóng đá người Brasil.

## Sự nghiệp câu lạc bộ
Rafael Ramazotti de Quadros đã từng chơi cho Avispa Fukuoka và Gainare Tottori.

## Thống kê câu lạc bộ

### J.League
| Đội             | Năm       | J.League | J.League | J.League Cup | J.League Cup | Tổng cộng | Tổng cộng |
| Đội             | Năm       | Trận     | Bàn      | Trận         | Bàn          | Trận      | Bàn       |
| --------------- | --------- | -------- | -------- | ------------ | ------------ | --------- | --------- |
| Avispa Fukuoka  | 2011      | 4        | 1        | 0            | 0            | 4         | 1         |
| Gainare Tottori | 2014      | 12       | 4        | -            | -            | 12        | 4         |
| Tổng cộng       | Tổng cộng | 16       | 5        | 0            | 0            | 16        | 5         |